# 里奇蒙郡政府
里奇蒙郡（英語：Shire of Richmond）是澳大利亞昆士蘭州西北部的地方政府，轄境有26602.3平方公里。